# Manizha Talash
Manizha Talash

Link zum Bild

Manizha Talash (paschtunisch منيزه تالاش, persisch منیژا تلاش; * 22. Dezember 2002 in Kabul) ist eine Breakdancerin aus Afghanistan, die als Mitglied des Refugee Olympic Teams unter dem Namen Talash an den Olympischen Sommerspielen 2024 in Paris teilnahm.

## Leben und Karriere

### Kindheit und Flucht
Talash wuchs in Kabul, der Hauptstadt Afghanistans, auf und entdeckte Breakdance 2020, kurz vor ihrem 18. Geburtstag, in den Sozialen Medien. Sie war von diesem Sport fasziniert und schloss sich einer Breakdance-Gruppe in Kabul an, die nur aus jungen Männern bestand. In ihrer Heimat wurden sie und ihre Gruppe bedroht, da Musik und Tanz unter der Herrschaft der Taliban verboten sind. Manizha änderte ihren Familiennamen in Talash, um ihre Familie zu schützen. Sie und andere Mitglieder ihrer Breakdance-Gruppe mussten nach dem Abzug der US-Amerikaner aus Afghanistan 2021 die Hauptstadt Kabul und ihr Land verlassen, um sich in Sicherheit zu bringen. Talash trat die Flucht mit ihrem jüngeren Bruder an. Dabei betonte sie, dass die Erhaltung ihres Traums, Breakdancerin zu sein, wichtiger als ihr Leben sei.
2024 wanderten weitere Mitglieder ihrer Familie nach Spanien aus, da sie durch Medienaufmerksamkeit der Breakdancerin in ihrem Heimatland gefährdet waren.

### Olympische Spiele 2024
Sie kam über Pakistan nach Spanien, wo sie als Flüchtling anerkannt wurde und durch das Unterstützungsprogramm der Olympic Refugee Foundation weiterhin in Madrid ihren Sport ausüben kann. Ihr Trainer dort ist David Vento. Sie wurde in das Refugee Olympic Team aufgenommen und ist die einzige Athletin ihres Teams, die in der 2024 neu aufgenommenen olympischen Sportart Breaking, einer Form des Breakdance, antreten wird. Als Breakdancerin trägt sie den Namen B-Girl Talash und wird in den Medien als erste Breakdancerin Afghanistans bezeichnet.
Zu ihrer Motivation gefragt meinte Talash:

“I feel like by doing what I’m doing, I’m doing something for the women in Afghanistan. For my girls there. I don’t want to just talk, I want go out there and do something. To walk the walk.”

„Ich empfinde, dass ich mit dem, was ich tue, etwas für die Frauen in Afghanistan tue. Für meine Mädchen dort. Ich will nicht nur reden, ich will da rausgehen und etwas tun. Den Weg gehen.“

In einem Interview mit dem Time Magazine fügte sie hinzu, dass allein die Teilnahme an den Spielen in Paris schon ein Sieg bedeute.
Am 9. August 2024 trat Manizha Talash bei den Olympischen Spielen in Paris im Breaking-Wettbewerb an. Während ihres ersten Battles in der Vorqualifikation gegen die Niederländerin India Sardjoe, auch India, zeigte sie einen hellblauen Umhang mit der Aufschrift „Free Afghan Women“ („Befreit afghanische Frauen“). India, ihre Gegnerin, reagierte auf das Zeigen dieser Botschaft mit Applaus. Die gezeigte Botschaft wurde von der World DanceSport Federation als „politischer Slogan“ gewertet, was zu einer Disqualifikation führte. Bereits vor ihrer Disqualifikation wurde das Battle durch India mit 3:0 entschieden.